# Gogmagog
Gogmagog byla britská hard rocková superskupina, kterou v roce 1985 sestavil producent Jonathan King. Skupina hrála krátce v roce 1985. Ve skupině účinkovali dřívější členové Iron Maiden zpěvák Paul Di'Anno a bubeník Clive Burr, dřívější člen skupin White Spirit a Gillan Janick Gers (později byl také člen Iron Maiden), kytarista Def Leppard Pete Willis a baskytarista Neil Murray z Black Sabbath a Whitesnake.
Za krátkou dobu kdy hráli vydali Gogmagog původně třípísňové E.P. pod malým nezávislým vydavatelstvím Food For Thought v roce 1985 s názvem I Will Be There. Dvě z nahraných písní napsal producent King ("Living in a Fucking Time Warp" a "It's Illegal, It's Immoral, It's Unhealthy, But's Fun"), přičemž titulní skladbu složil dlouholetý spolupracovník Kiss Russ Ballard a původně vyšla na jeho sólovém albu Into the Fire z roku 1981. Ballard napsal několik velkých hitů včetně písně Rainbow Since You've Been Gone a Santanovu Winning. Členové kapely nesložili žádný originální materiál.

## Členové
- Paul Di'Anno – zpěv
- Pete Willis – kytara
- Janick Gers – kytara
- Neil Murray – baskytara
- Clive Burr – bicí, perkuse

## Diskografie
- I Will Be There (1985)